# آدام بالدوین
آدام بالدوین (انگلیسی: Adam Baldwin؛ زاده ۲۷ فوریهٔ ۱۹۶۲) یک هنرپیشه اهل ایالات متحده آمریکا است. وی از سال ۱۹۸۰ میلادی تاکنون مشغول فعالیت بوده‌است.

## فیلم‌شناسی
از فیلم‌ها یا برنامه‌های تلویزیونی که وی در آن نقش داشته است می‌توان به روز استقلال، غلاف تمام‌فلزی، مردم معمولی، غارتگر ۲، نزدیک‌ترین خویشاوند، وایت ایرپ، بادیگارد من، وسوسه درست و بچه اشاره کرد.